# Tierra Fuerte
Tierra Fuerte är en ort i Mexiko.   Den ligger i kommunen San Bartolo Tutotepec och delstaten Hidalgo, i den sydöstra delen av landet, 140 km nordost om huvudstaden Mexico City. Tierra Fuerte ligger 1 394 meter över havet och antalet invånare är 103.
Terrängen runt Tierra Fuerte är bergig åt nordost, men åt sydväst är den kuperad. Runt Tierra Fuerte är det ganska tätbefolkat, med 56 invånare per kvadratkilometer. Närmaste större samhälle är Huehuetla, 18,9 km öster om Tierra Fuerte. I omgivningarna runt Tierra Fuerte växer i huvudsak blandskog.